# Rowerowe hamulce tarczowe

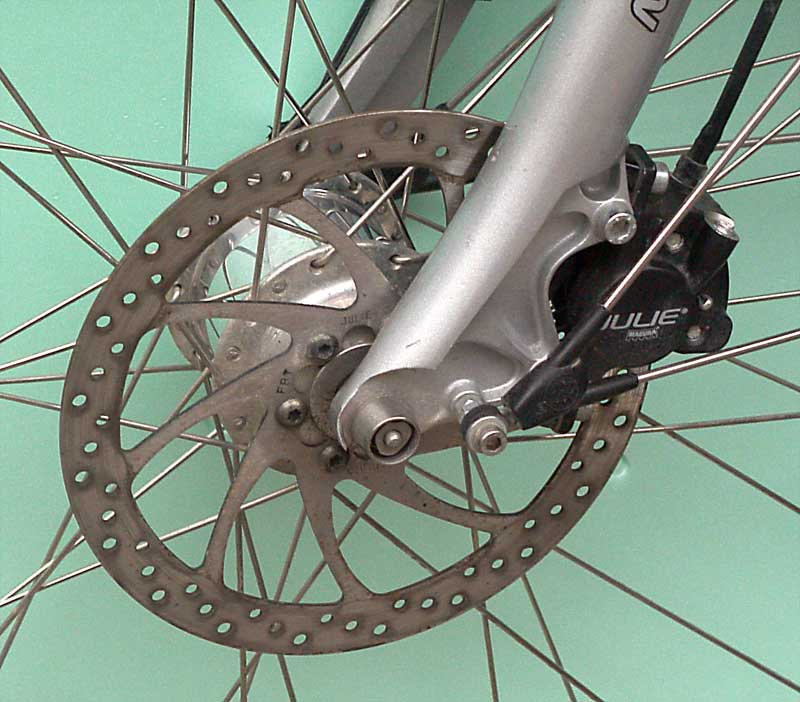
Hamulec tarczowy na przednim kole roweru

Hamulce tarczowe to najnowsze rozwiązanie stosowane do wyhamowywania roweru.
Istnieją zasadniczo dwa rodzaje hamulców tarczowych:
- linkowe (zazwyczaj o lepszej wydajności od zwykłych V-brake czy innych szczękowych)
- hydrauliczne - obecnie najskuteczniejsze rozwiązanie rowerowego układu hamulcowego. W tym przypadku w klamce hamulca przy kierownicy znajduje się tłok którego wciskanie zwiększa ciśnienie płynu hamulcowego w układzie hamulcowym - przewodzie hydraulicznym i tłokach z okładzinami, które pod wpływem wzrostu ciśnienia w układzie ściskają tarcze wyhamowując wirujące koło. Rozwiązanie to zostało przejęte z samochodu.